# Calycomyza unicampensis
Calycomyza unicampensis är en tvåvingeart som beskrevs av Esposito och Prado 1993. Calycomyza unicampensis ingår i släktet Calycomyza och familjen minerarflugor. Inga underarter finns listade i Catalogue of Life.